# Сукачи (Брестская область)
Сукачи (бел. Сукачы) — деревня в Дрогичинском районе Брестской области Беларуси. Входит в состав Именинского сельсовета.

## География
Деревня находится в южной части Брестской области, при автодороге Н-661, на расстоянии приблизительно 18 километров (по прямой) к северо-западу от города Дрогичина, административного центра района. Абсолютная высота — 150 метров над уровнем моря. Площадь населённого пункта — 0,74 км².

## История
В письменных источниках начинает упоминаться начиная с XVI века.
По состоянию на 1905 год, в Сукачах проживало 374 человека. В административном отношении село являлось центром Зёловской волости Кобринского уезда Гродненской губернии.
Согласно Рижскому мирному договору (1921), деревня вошла в состав межвоенной Польши, входила в состав гмины Зёлово Кобринского повета Полесского воеводства. В 1921 году числилось 162 жителя, проживавших в 34 домах. В этническом составе населения того периода поляки составляли 100 %. В конфессиональном составе населения преобладали православные христиане (100 %).
С 1939 года в БССР, с 1940 по 1954 годы в составе Деревновского сельсовета Антопольского района. В 1954 году включена в состав Именинского сельсовета. С 1959 года населённый пункт Дрогичинского района.

## Население
По данным переписи 2019 года, в деревне проживало 39 человек.
| Год  | Население, человек |
| ---- | ------------------ |
| 1858 | 145                |
| 1905 | ↗ 374              |
| 1921 | ↘ 162              |
| 1940 | ↗ 391              |
| 1960 | ↘ 315              |
| 1970 | ↘ 273              |
| 1995 | ↘ 160              |
| 2005 | ↘ 103              |
| 2009 | ↘ 72               |
| 2019 | ↘ 39               |